# Dinko Drušković
Dinko Drušković bio je hrvatski slikar.
Godine 1392. primio je u svoju radionicu u Dubrovniku kao učenika Ratka, sina nosača Radana Pribojevića. Godine 1398. tražio je od Marina Gundulića da mu isplati dug za oslikavanje dvorane i sobe. Posljednji put se spominje u arhivskim spisima 1404. godine.
Brat je slikara Nikše Druškovića.

### Članci
- Bezić-Božanić, Nevenka. 1993a. Drušković, Dinko. Hrvatski biografski leksikon. Zagreb.  journal zahtijeva |journal= (pomoć)
- Bezić-Božanić, Nevenka. 1993b. Drušković, Nikša. Hrvatski biografski leksikon. Zagreb.  journal zahtijeva |journal= (pomoć)